# 요미요미
요미요미는 2003년 3월에 설립한 어린이 미술 퍼포먼스의 브랜드이다. 2003년 6월,7월에 서초구와 행당동에 직영점 개원을 시작으로, 2005년, 2006년에 일산을 포함한 모든 전 지역에서 운영하고 있다. 요미요미에서는 미술 퍼포먼스가 여러가지가 있는데, 물감, 밀가루, 비눗방울, 요리, 종이, 등의 다양한 놀이를 즐길수 있다. 현재는 폐원한 곳도 있기도 하며 특히 일산 마두점은 2009년에 폐원한 것으로 추정된다. 

## 개요
요미요미는 2003년에 설립되어 2003년 즈음에 서초구와 행당동에 처음으로 교육원 개원을 하였다. 이후에는 일산 및 모든 지역에도 많이 개원하기 시작했으며, 
지금까지도 운영되고 있는 어린이 미술 브랜드다.
요미요미 미술 교육원 내에는 여러가지의 미술놀이, 물놀이, 밀가루놀이, 비눗방울놀이 방이 많이 있으며, 요리놀이를 할수있는 요리방도 있다. 중앙에는 부모들이 아이들 미술놀이를 하는 동안에 기다릴수 있는 부모들 대기석이 있으며, 아이들의 미술,비눗방울,밀가루 놀이가 끝나면 몸에 물감, 비누방울,밀가루가 많이 묻었을때 아이들이 샤워를 씻거나, 손에 물감이 묻어 더러워 지면 손을 씻을수 있는 시설인 모형 물고기가 보이는 손씻기, 샤워시설 개수대가 마련되어 있다.
요미요미는 과거와 다르게 현재는 시설 내부 및 교육원 위치가 많이 다르게 바뀌었으며 일부는 이전한 곳이기도 하거나 또다른 일부는 폐원한 곳이기도 한다.
일본어식 이름으로도 "よみよみ"라고 이름이 같으며, 중국어식 이름으로는 "读音读音" 이라고 불린다,